# Cassida humeralis
Cassida humeralis es un coleóptero de la familia Chrysomelidae.
Fue descrita científicamente en 1874 por Kraatz.